# Duplex timorensis
Duplex timorensis là một loài bướm đêm thuộc họ Erebidae. Nó được tìm thấy ở Indonesia, bao gồm Java, quần đảo Kangean và tây nam Timor.
Sải cánh dài 7–8 mm.